# Red De Solidariteit
Red De Solidariteit / Sauvons la solidarité was een online petitie opgestart om de solidariteit tussen Vlaanderen en Wallonië te beschermen. Het ging specifiek om de mogelijke splitsing van de sociale zekerheid. De petitie werd ondertekend door BV's en burgers: eind 2007 werden de 100.000 handtekeningen gehaald. De petitie werd opgestart door Hendrik Vermeersch en Guy Tordeur, vakbondslui voor BBTK en ACV in arrondissement Brussel-Halle-Vilvoorde.
Het feit dat de volledige 4x100-estafetteploeg met Olivia Borlée, Hanna Mariën, Élodie Ouédraogo en vooral Kim Gevaert de petitie tekende, viel niet in goede aarde bij Vlaamsnationalisten. De website van Gevaert werd bestookt door Vlaamse radicalen.
Op 21 juli won de petitie de Prijs voor de Democratie 2008.